# شمشیربازی در المپیک تابستانی ۱۹۵۲
شمشیربازی در بازی‌های المپیک تابستانی ۱۹۵۲ نام رویداد ورزش شمشیربازی در بازی‌های المپیک تابستانی بود که در سال ۱۹۵۲ برگزار شد.

## جدول مدال‌ها
| رتبه | کشور           | طلا | نقره | برنز | مجموع |
| ۱    | ایتالیا (ITA)  | ۳   | ۴    | ۱    | ۸     |
| ۲    | مجارستان (HUN) | ۲   | ۲    | ۲    | ۶     |
| ۳    | فرانسه (FRA)   | ۲   | ۰    | ۱    | ۳     |
| ۴    | سوئد (SWE)     | ۰   | ۱    | ۰    | ۱     |
| ۵    | سوئیس (SUI)    | ۰   | ۰    | ۲    | ۲     |
| ۶    | دانمارک (DEN)  | ۰   | ۰    | ۱    | ۱     |

## کشورهای شرکت کننده
- آرژانتین (۱۱)
- اتریش (۸)
- استرالیا (۶)
- بلژیک (۱۴)
- برزیل (۵)
- کانادا (۲)
- کوبا (۱)
- دانمارک (۱۲)
- مصر (۸)
- فنلاند (۱۱)
- فرانسه (۲۱)
- آلمان (۹)
- بریتانیای کبیر (۱۷)
- گواتمالا (۳)
- مجارستان (۱۷)
- ایرلند (۴)
- ایتالیا (۱۸)
- ژاپن (۱)
- لوکزامبورگ (۴)
- مکزیک (۴)
- نروژ (۵)
- لهستان (۱۳)
- پرتغال (۱۰)
- رومانی (۸)
- زار (۵)
- اتحاد شوروی (۱۶)
- سوئد (۱۰)
- سوئیس (۱۰)
- ایالات متحده آمریکا (۲۰)
- اروگوئه (۲)
- ونزوئلا (۱۰)
- ویتنام (۱)